# Gemma Malley
Pour les articles homonymes, voir Malley.
Œuvres principales
- Série La Déclaration

Gemma Malley, née le 20 juin 1971 en Angleterre, est une journaliste et écrivaine britannique. Elle est l'autrice d'une trilogie de dystopies intitulée La Déclaration.

## Biographie
Gemma Malley a étudié la philosophie à l'Université de Reading (Angleterre).
Elle a travaillé comme journaliste et rédacteur en chef de plusieurs revues professionnelles.
Elle est devenue ensuite employé d'Ofsted, l'établissement britannique de l'inspection de l'éducation.
Elle est mariée et vit à Londres.
Gemma Malley a débuté avec un roman d'anticipation pour adolescent(e)s La Déclaration (2007), premier titre d'une série de dystopies.
Situé en 2140 en Angleterre, La Déclaration raconte l'histoire d'Anna, jeune orpheline confinée dans l'enceinte d'un pensionnat où elle travaille dur pour effacer les fautes commises par ses parents disparus. Le roman a été traduit en plusieurs langues européennes et asiatiques.

## Œuvres

### SérieLa Déclaration
1. La Déclaration : L'Histoire d'Anna, Naïve, 2007 ((en) The Declaration, 2007)
2. La Résistance : L'Histoire de Peter, Naïve, 2008 ((en) The Resistance, 2008)
3. La Révélation : L'Avenir de Molly, Naïve, 2011 ((en) The Legacy, 2010)

### SérieThe Killables
1. Sentiment 26, Michel Lafon, 2012 ((en) The Killables, 2012)Réédition sous le titre Déviances, Michel Lafon poche, 2014
2. (en) The Disappearances, 2013
3. (en) The System, 2013

### Romans indépendants
- (en) The Returners, 2010

## La Résistance
La Résistance : L'Histoire de Peter (titre original : The Resistance) est le deuxième tome et suite de La Déclaration : L'Histoire d'Anna dans la série écrite par Gemma Malley. Il a été publié en 2007.

### Univers

#### Longévité, déclaration et surplus
En l'an 2140, la mort n'existe plus. Les progrès scientifique des humains les ont conduits à créer le médicament de la Longévité, qui permet de prolonger la vie d'un individu éternellement s'il prend un traitement régulier, et le protège des maladies mortelles que les hommes craignaient tant. Une grande partie de la planète est adepte de ce médicament. Mais tous ces gens ne meurent plus, et, pour éviter un problème de surpopulation, une loi a été rédigée : la loi « Surplus ». Elle stipule qu'un enfant né de parents prenant la Longévité est un « Surplus », c'est-à-dire qu'il ne devrait pas exister et qu'il pille les ressources et l'énergie de la planète. La seule condition permettant d'avoir des enfants est le principe « une vie pour une autre » : si un parent meurt, il « donne sa vie » à son enfant qui atteint le statut de « Légal ». Pour accéder à la Longévité, une personne doit signer un document officiel nommé la Déclaration.
Dans certains pays, les Surplus sont éradiqués. Mais en Grande-Bretagne, où se passe l'action, ils sont enfermés dans des foyers de Surplus où on leur apprend à travailler pour devenir des domestiques employés chez des légaux. Éduqués dans le mépris et la haine de leurs parents, les Surplus doivent, sous peine de châtiments cruels, se rendre Utiles et savoir « Où-Est-Leur-Place ». Les Surplus cachés à l'extérieur sont impitoyablement traqués par les membres de la police des Surplus, plus connus sous le nom de « Rabatteurs ».

#### Le réseau souterrain
Le Réseau Souterrain est la principale menace qui pèse sur les Autorités. C'est un réseau secret se cachant par tous les moyens possibles et qui vise à éradiquer la Longévité. Ils mènent quelquefois des actions terroristes sur des cargaisons du médicament, mais cachent aussi des Surplus. La plupart de ses membres sont des Affranchis de la Longévité et se connaissent très peu entre eux.

### Personnages

#### Peter Pincent
Si, dans le tome précédent, Anna était l'héroïne de l'histoire, elle a cédé sa place à Peter. C'est par ses yeux qu'on perçoit la plupart des évènements. Il vit maintenant avec Anna et son frère Ben en banlieue, là où les Autorités les ont forcés à habiter, malgré le fait qu'ils voulaient rester chez les parents d'Anna. Au début du livre, Peter accepte la proposition de son grand-père Richard Pincent : travailler chez Pincent Pharma. Mais il a un but bien précis en faisant cela : Pincent Pharma est l'une des seules institutions importantes où le Réseau souterrain n'a pas d'espions.

#### Anna Covey
Anna vit maintenant avec son frère Ben et Peter dans la banlieue de Londres. Elle est femme au foyer et s'occupe de son frère qui demande des soins constants.

#### Richard Pincent
Richard Pincent est le grand-père de Peter, le patron de Pincent Pharma et l'un des hommes les plus puissants de la planète : il dirige en effet la fabrication mondiale de la Longévité. Il possède le monopole de ce médicament car, en dépit des efforts de scientifiques à travers le monde pour découvrir sa formule chimique, personne n'a pu lui faire de concurrence. En accueillant Peter dans son entreprise, il est clair qu'il compte convaincre son petit-fils de signer la Déclaration.

#### Paul
Même s'il ne s'attribue pas ce titre, Paul est en quelque sorte le leader du Réseau souterrain. C'est un homme charismatique; il est décrit comme quelqu'un à qui l'on a envie de rendre service lorsqu'on plonge dans ses yeux d'un bleu profond. Il connaît Peter depuis son enfance et lui accorde une grande confiance.

#### Jude
Jude est le fils de Stephen Fitz-Patrick et de sa maîtresse. Il est par conséquent le demi-frère de Peter et celui qui lui a volé son statut de Légal, le condamnant à être un Surplus. Stephen ayant été tué et sa mère étant partie en Amérique du Sud avec un autre homme, Jude vit seul à Londres. Depuis que son père lui a offert un ordinateur quand il était enfant (plus pour se débarrasser de lui que pour lui faire plaisir), il a appris énormément de choses en informatique et est devenu expert en piratage. Tous ses coupons énergétiques passent dans l'utilisation de son ordinateur, en priorité sur l'alimentation et les vêtements.

#### Dr Edwards
Le Dr Edwards était l'un des scientifiques les plus prestigieux de Pincent Pharma, mais il a été muté à la Réinstruction. Il est le tuteur de Peter dans son travail pour l'entreprise. Peter est surpris de rencontrer, au cœur même de la fabrication de la Longévité, un homme si sympathique, ouvert d'esprit, qui n'est pas hostile à la jeunesse. Aussi le jeune garçon tombe-t-il des nues quand Paul lui dit qu'il doit absolument se méfier du Dr Edwards, qu'il présente comme un homme dangereux.

#### Maria Whittaker
Maria est une femme qu'Anna a rencontrée lors d'une altercation dans la rue avec une femme tenant des propos venimeux sur les Surplus. Maria accorde une grande importance à la protection des enfants et est l'un des rares adultes à aimer Ben, le petit frère d'Anna. Elle invite Anna chez elle et lui explique qu'elle a eu une fille Surplus et qu'elle a naïvement cru qu'elle pourrai la cacher, mais les Rabatteurs l'ont enlevée. Elle a évité la prison en présentant des excuses (c'était à une époque où les Rabatteurs se montraient plus indulgents) mais sa fille lui a manqué tout au long de sa vie.
Maria finira par demander l'aide d'Anna pour fomenter un plan de libération des Surplus. La jeune fille lui fournira un plan de Grange Hall et lui suggérera de contacter le Réseau souterrain, mais Maria lui répondra que son groupe ne veut pas la révolution qu'ils veulent juste aider les enfants. Anna reviendra chez elle avec Ben, mais ils seront emportés par les Rabatteurs. Tout n'était qu'une vaste machination : Maria est une Rabatteuse et a piégé Anna.

#### Sheila
Surplus Sheila réapparaît pour la première fois assez tard dans le livre, quand Jude l'aperçoit après avoir piraté les caméras de surveillance de Pincent Pharma. 

#### Hillary Wright
Hillary Wright est la nouvelle Secrétaire générale adjointe des Autorités, qui succède à Adrian Barnet, un ami d'enfance de Richard Pincent.

#### Derek Samuels
Derek Samuels est le directeur de la Sécurité de Pincent Pharma.

### Généalogie des Pincent
Ce livre permet d'en apprendre plus sur la famille de Peter. Il est en effet descendant direct d'Albert Fern, le premier véritable pionnier de la Longévité. La fille de ce dernier s'est mariée avec Richard Pincent. Ils ont eu une fille : Margaret Pincent. Les évènements rapportés dans le tome précédent indiquent qu'elle s'est mariée avec Stephen Fitz-Patrick et est tombée enceinte de lui. Mais Stephen avait une maîtresse qui était enceinte d'environ deux mois de plus. Son enfant, Jude Fitz-Patrick, est né avant celui de Margaret, le condamnant à être un Surplus. Cet enfant est Peter Pincent.